# Usípetes
Els usípetes ((grec antic: Οὐσίπεται, llatí: Ūsīpĕtes), usipes o usips (en grec antic: Οὐσίπαι, llatí: Ūsīpi), eren una tribu germànica emparentada amb els tèncters, amb els quals van viure un temps, fins que van travessar junts el Rin, on Juli Cèsar els va atacar a traïció i els va derrotar.
Després del desastre, els usípetes supervivents es van retirar a l'altre costat del riu, i els sigambris els van acollir i els van cedir un districte al nord del riu Lúpia, on abans havien viscut els camavis i tubants, i on vivien encara en temps de Tàcit a la segona meitat del segle i. Abans s'havien enfrontat a Germànic Cèsar quan tornava del país dels marsignes.
Estrabó els anomena usips, i Claudi Ptolemeu uisps o visps, que alguns creuen que era el mateix poble que els vispi, i si els relats de Ptolemeu fossin certs, semblaria que els usípetes van emigrar cap al sud, a la zona de l'alt Rin. L'any 70 van participar al setge de Magúncia, diu Tàcit, i l'any 83 un contingent d'aquest poble prestava servei en l'exèrcit romà a Britànnia. A partir del segle ii ja no tornen a ser esmentats.